# Michael Richards
Michael Anthony Richards (* 24. července 1949, Culver City, Kalifornie, Spojené státy americké) je americký herec, scenárista, producent a bývalý komik. Svoji kariéru zahájil jako stand-up komik, na televizních obrazovkách se poprvé objevil v televizním speciálu Billyho Crystala. Objevil se v několika filmech, jako například A tak jsem si vzal řeznici (1993), Rockeři (1994), Hrdinové mého dětství (1995), Ještě blbější (1997).
Během let 1989 až 1999 hrál postavu Cosmo Kramera v seriálu Show Jerryho Seinfelda. Za výkon v seriálu získal tři ceny Emmy a tři ceny SAG Awards. Po skončení seriálu hrál ve vlastním sitcomu The Michael Richards Show, který se vysílala pouze jednu řadu. Mimo to se objevil v seriálech Larry, kroť se (2009), Kirstie (2013–2014).